# Libkova Voda
Libkova Voda là một làng thuộc huyện Pelhřimov, vùng Vysočina, Cộng hòa Séc.